# Kuszenie losu
Kuszenie losu (ang. Where Sleeping Dogs Lie) – amerykański film kryminalny z 1992 roku. w reżyserii Charlesa Fincha.

## Obsada
- Dylan McDermott - Bruce Simmons
- Charles Finch - Evan Best
- Sharon Stone - Serena Black
- Ron Karabatsos - Stan Reeb
- Tom Sizemore - Eddie Hale
- Mary Woronov - Turystka
- David Q. Combs - Turysta
- Vanna Bonta - Sekretarka Sereny
- Elizabeth Whitcraft (wymieniona w czołówce jako Liza Whitcraft) - Sekretarka Sereny
- Phoebe Stone - Mała dziewczynka

## Fabuła
Młody pisarz, Bruce Simmons, zarabia na życie sprzedając domy. Jeden z budynków nasuwa mu niezwykły pomysł. Następną książką Bruce'a ma być spowiedź mordercy, który w tym właśnie domu zabił całą rodzinę. Autor próbuje postawić się na miejscu zabójcy, myśleć jak on....